# Східний Сепік
4°20′ пд. ш. 143°15′ сх. д. / 4.333° пд. ш. 143.250° сх. д.
Прові́нція Східний Сепік (англ. East Sepik Province, ток-пісін Is Sepik Provins) — провінція Папуа Нової Гвінеї. Адміністративний центр — місто Вевак (22 652 особи — дані за 2013).

## Історія
Першовідкривачами тутешніх земель стали німецькі мандрівники і торговці, які займалися переважно торгівлею, чи організацією місцевих плантацій з вирощування кокосових пальм, плоди яких використовували для виробництва копри, яка йшла на експорт. До кінця XIX століття територія сучасної провінції стала частиною колонії Німецька Нова Гвінея.
У 1914 році німецькі території на Новій Гвінеї перейшов під контроль Австралії, яка з 1921 року керувала ним як частиною підопічної території за мандатом Ліги Націй. У роки Другої світової війни на території провінції велися тяжкі бої австралійських та американських військ з військами Японії, які, тим не менш, були повністю розгромлені до 1945 року.
З 1975 року Східний Сепік стає частиною незалежної держави Папуа Нова Гвінея.

## Географія

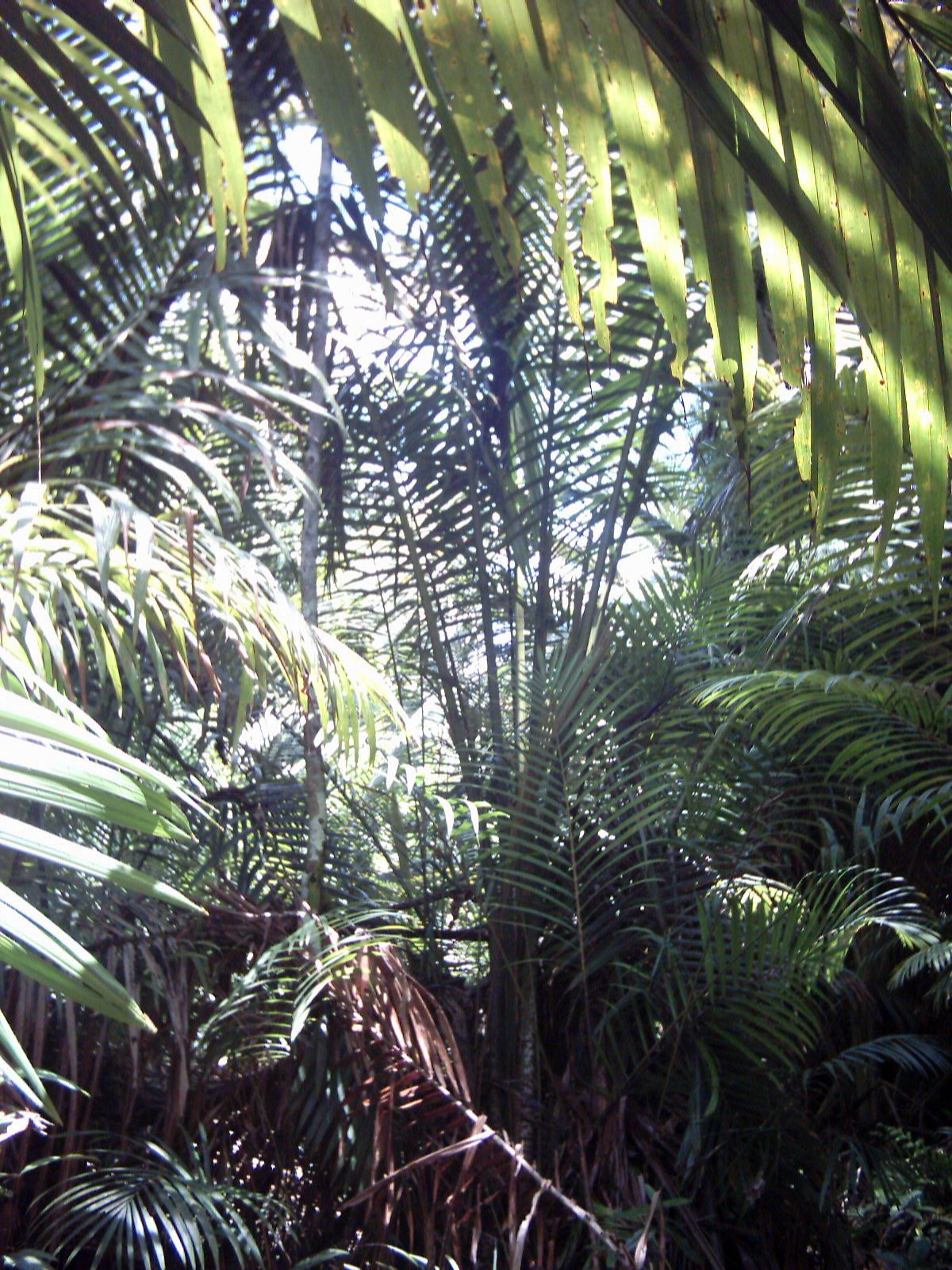
Сагова пальма

Провінція розташована в північно-західній частині країни. Простяглася на з заходу на схід на 360 км, а з півночі на південь — на 215 км. Її площа становить 43 426 км² (2-ге місце).
На півночі омивається водами Тихого океану, в тому числі морем Бісмарка. На сході межує із провінцією Маданг, на півдні — із провінціями Енга та Гела, на заході межує із провінцією Сандаун.
Основна частина провінції розташована на острові Нова Гвінея. Крім того, до її складу входять численні прибережні острови (в основному вулканічного походження), в тому числі острів Вевак та група островів Схаутен.
Найбільшою річкою, що протікає землями провінції, є річка Сепік, яка тече із заходу на схід, через усю її територію і впадає у море Бісмарка. Другою за величиною річкою є Юат (права притока річки Сепік). В центральній частині провінції, в сезон розливу річки Сепік утворюється болотисте озеро Чамбрі.
Центральна і східна частина провінції (долина річок Сепік та Юат) є рівнинною, із середніми висотами до 100 м. Значну площу рівнин займають болота. В північно-західній частині провінції, із заходу на схід протягнувся гірський хребет Торрічеллі. В південній частині розташовані гірські хребти Гунстейн та інші, які входять до складу Центрального хребта. Схили гір і прилеглі райони покриті густими тропічними лісами.
Основу місцевої економіки складає сільське господарство. Клімат морського узбережжя, екзотична фауна і флора, захопливі краєвиди сприяють розвитку туризму.

## Населення
Міське населення провінції становить менше 10 % і мешкає у столиці Вевак і кількох невеликих містечках (по 1-2 тис. чоловік), в т. ч. у Амбунті та Анґорам. Основна частина населення проживає у невеличких поселеннях, які в більшій частині розташовані на узбережжі і по берегах річки Сепік.
Крім державних — англійської і ток-пісін, місцеве населення розмовляє більш, як 200-ми місцевими австронезійськими мовами.
За результатами перепису населення у 2000 році чисельність жителів становила 343 180 осіб, що відповідало 5-му місцю серед всіх провінцій країни. За переписом 2011 року населення провінції становило 450 530 осіб (5-те місце).
| 1980    | 1990     | 2000     | 2011     |
| ------- | -------- | -------- | -------- |
| 221 890 | ▲254 371 | ▲343 180 | ▲450 530 |

## Адміністративний поділ

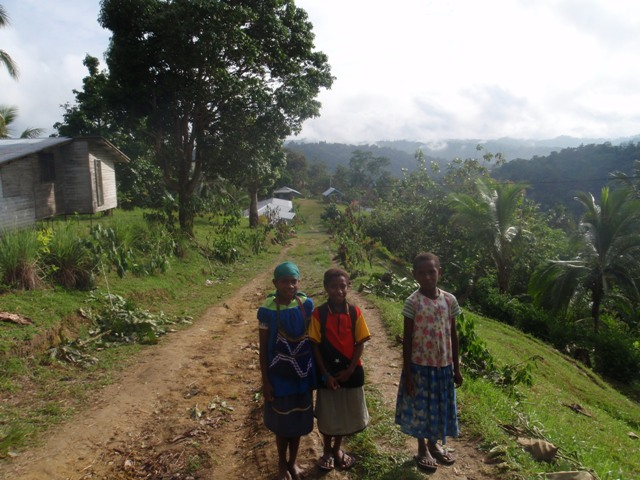
Околиці столиці провінції Вевак.

Територія провінції розділена на шість районів. Кожен район має кілька одиниць місцевого самоврядування (LLG). Для зручності виконання перепису, використовується поділ на відділення в кордонах тих же одиниць місцевого самоврядування.
| Район             | Адміністративний центр | Назва LLG                          |
| ----------------- | ---------------------- | ---------------------------------- |
| Амбунті-Дрейкікір | Амбунті                | Амбунті (сільська)                 |
| Амбунті-Дрейкікір | Амбунті                | Тунап-Гунстейн Ранґе (сільська)    |
| Амбунті-Дрейкікір | Амбунті                | Ґаванґа (сільська)                 |
| Амбунті-Дрейкікір | Амбунті                | Дрейкікір (сільська)               |
| Анґорам           | Анґорам                | Анґорам (сільська)                 |
| Анґорам           | Анґорам                | Керам (сільська)                   |
| Анґорам           | Анґорам                | Караварі (сільська)                |
| Анґорам           | Анґорам                | Марієнберг Нижній Сепік (сільська) |
| Анґорам           | Анґорам                | Юат (сільська)                     |
| Вевак             | Вевак                  | Boikin Dagua (сільська)            |
| Вевак             | Вевак                  | Турубу (сільська)                  |
| Вевак             | Вевак                  | Вевак Острів (сільська)            |
| Вевак             | Вевак                  | Вевак (сільська)                   |
| Вевак             | Вевак                  | Вевак (міська)                     |
| Восера-Ґаві       | Восера                 | Буруї-Кунаї (сільська)             |
| Восера-Ґаві       | Восера                 | Ґаві (сільська)                    |
| Восера-Ґаві       | Восера                 | Північна Восера (сільська)         |
| Восера-Ґаві       | Восера                 | Південна Восера (сільська)         |
| Мапрік            | Мапрік                 | Албіґес Мамблеп (сільська)         |
| Мапрік            | Мапрік                 | Бумбуїта Мугянґ (сільська)         |
| Мапрік            | Мапрік                 | Мапрік Вора (сільська)             |
| Мапрік            | Мапрік                 | Яаміл Тамауї (сільська)            |
| Янґору-Сауссіа    | Янґору                 | Східна Янґору (сільська)           |
| Янґору-Сауссіа    | Янґору                 | Нумбо (сільська)                   |
| Янґору-Сауссіа    | Янґору                 | Сауссо (сільська)                  |
| Янґору-Сауссіа    | Янґору                 | Західна Янґору (сільська)          |